# Ölkelda

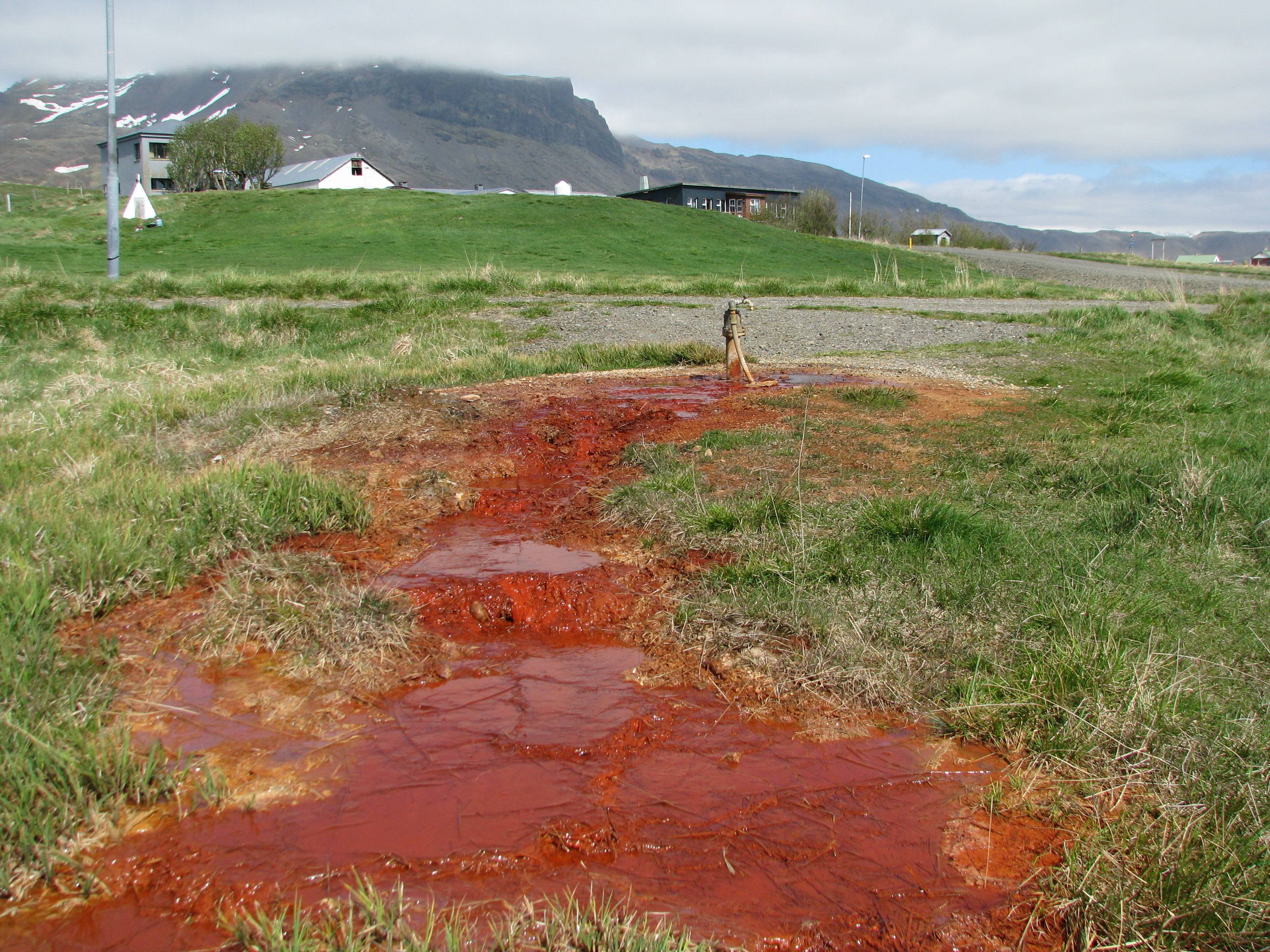
Ölkelda.

Ölkelda is IJslands voor minerale bron. Het woord is samengesteld uit öl + kelda (dat bier respectievelijk opborrelen c.q. bron betekent) en het beschrijft in feite dat er koolzuurhoudend water uit een bron opwelt. Op IJsland komen op diverse plaatsen dergelijke bronnen voor en met name op Snæfellsnes. De bekendste ölkelda ligt bij de gelijknamige boerderij (zie foto) en bij Lýsuhóll ligt de enige bron  op IJsland waar het mineraalwater warm is. Daarmee wordt nu een zwembad gevuld. Ook bij de plaatsen Ólafsvík en Grundarfjörður ligt een ölkelda. Sommige minerale bronnen bevatten veel opgelost ijzer waardoor de grond roestbruin gekleurd is. De ölkelda is daar zelf een mooi voorbeeld van, net als degenen die bij de Kötlufoss (een klein watervalletje op Snæfellsnes) liggen.
De grootste ölkelda van IJsland is de Rauðamelsölkelda. Deze ölkelda ligt bij de Rjúkandafoss in de buurt. Andere plaatsen waar ölkelda's op IJsland voorkomen zijn in het Hengill gebergte en bij Höfn.